# Samuel Sewall
Samuel Sewall (ur. 28 marca 1652, zm. 1 stycznia 1730) – amerykański prawnik i pisarz, sędzia w procesie czarownic z Salem. Jedyny sędzia, który przyznał, że w procesie zapadł niesprawiedliwy wyrok. Autor pamiętnika i The Selling of Joseph, utworu zawierającego krytykę niewolnictwa.
Urodził się w Bishopstoke w Anglii. Jego rodzicami byli wielebny Henry Sewall i Jane Dummer Sewall. W 1659 przybył do Ameryki. Ukończył Harvard College. W 1676 ożenił się z Hannah, córką Johna Hulla. Miał z nią czternaścioro dzieci. Owdowiał w 1717. Potem jeszcze dwa razy się żenił. Został pochowany na Granary Burying Ground w Bostonie.